# Daniel Plaza
Daniel Plaza, född den 3 juli 1966 i Barcelona, är en spansk före detta friidrottare som tävlade i gång.
Plaza tävlade främst på den kortare distansen 20 km gång. Hans främsta merit är guldet från Olympiska sommarspelen 1992 i Barcelona. Han blev bronsmedaljör vid VM 1993 och silvermedaljör vid EM 1994.
Han deltog vid VM 1997 men slutade då på en tionde plats.

## Personliga rekord
- 20 km gång - 1:20.40 från 1997